# 拉马尔·奥多姆

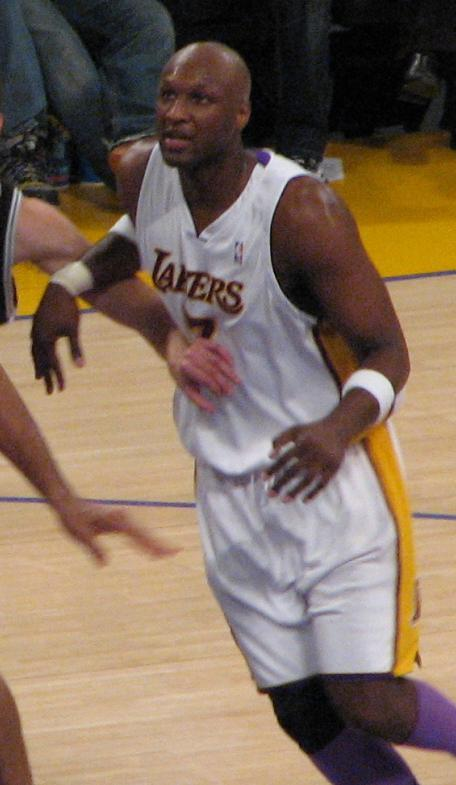
拉玛尔·奥多姆

拉马尔·約瑟夫·歐登（英語：Lamar Joseph Odom，1979年11月6日—）為美国男子篮球運動员，場上位置為大前鋒，2010世錦賽期間亦曾經短暫擔任美國夢幻隊的中鋒。

## 簡介

### 童年生活
Odom童年的家庭生活並不算美滿。他的父親吸食海洛因上癮，而母親在他12歲時因為結腸癌過世，因此他是由祖母撫養長大的。

### 大學時期
Odom在大二時被美聯社評為全美最佳陣容，大一憑藉場均17.6分、9.4籃板和3.8助攻入選大西洋賽區最佳新秀陣容。

## NBA時期

### 洛杉磯快艇 (1999–2003)
由於歐登擁有全能的身手，所以在他投身職業聯盟之前，即被各界看好能在NBA發光發亮，甚至被各界譽為「左手的魔術強森」。洛杉磯快艇隊亦將他視為球隊的重心，寄望以他為中心來建立強隊。
在首場NBA比賽中，他便得到了30分12籃板3助攻2抄截2封阻的成績，並且在新秀年中便得到3次三雙的成績。該季即以16.6分，7.8籃板，4.2助攻的成績入選新秀第一隊。翌年，歐登以差不多的成績（17.2分，7.8籃板，5.2助攻），球隊戰績亦比前一季進步16場。
2001年，快艇隊從芝加哥公牛隊換來艾爾頓·布蘭德，期望他與歐登一起組成球隊的核心。由於歐登被檢驗出吸食大麻，被聯盟處以八場禁賽的處罰，加上受傷的關係，整季只出賽29場，成績亦較前退步。翌年，歐登成績雖稍有起色，但快艇隊漸漸傾向以布蘭德為球隊中心，因此歐登在該季即放話，表明合約完結後不再希望留在快艇隊。球季完結後，便以自由球員身分加盟邁阿密熱火隊。

### 邁阿密熱火 (2003–2004)
當時兼任熱火隊總裁及教練的帕特·萊利早在歐登未進入聯盟前，即已表示非常渴望得到他，期望他能成為「魔術二世」，把熱火隊打造成「東區的湖人隊」。歐登與前一年的新秀卡隆·巴特勒、隊中的明星球員艾迪·瓊斯及該年新秀德韋恩·韋德等帶領球隊打出42勝 30負的佳績，並打進睽違兩年的季後賽。歐登本身亦有17.1分、9.7籃板、4.1助攻的成績，與韋德一起被視為熱火隊中興的關鍵人物。然而，歐登只在邁阿密逗留了一年，便又再度返回洛杉磯。

### 洛杉磯湖人 (2004–2011)
2004年，湖人隊中鋒俠客·歐尼爾未能與球隊續約，熱火隊總裁萊利見機不可失，立即以歐登、巴特勒和布萊恩·格蘭特來換取歐尼爾。歐登加入湖人的第一年，球隊上至教練、下至球員均傷兵不斷，致使湖人隊未能進入季後賽。
2005年，前教練菲爾·傑克森回巢，讓觀眾再次對「科比─歐登─傑克森」的組合重新感到興趣，並認為是前公牛王朝的翻版。經過前半季的摸索階段後，歐登逐漸打出「控球前鋒」的身手，並協助球隊打進季後賽。
2008年，科比、加索爾和歐登帶領湖人隊闖進總決賽，但以2-4敗給波士頓塞爾蒂克隊。
2009年，歐登幫助湖人隊捲土重來，在總決賽以4-1擊敗奧蘭多魔術隊，奪得NBA總冠軍。
2010年，湖人隊在總決賽以4-3擊敗宿敵波士頓凯尔特人，報了二年前的一箭之仇，而歐登也獲得的職業生涯的第二個冠軍戒指。
2011年，歐登以平均14.4分、8.7籃板、3.0助攻得到了NBA年度最佳第六人。但湖人隊在這年挑戰三連霸失利，而歐登也因捲入明星後衛克里斯保羅的交易案而不滿，主動要求球隊交易他。而歐登也在幾天後被交易到達拉斯小牛隊。

### 達拉斯小牛 (2011–2012)
2011年12月11日，湖人已经将前锋奥多姆和一个第二轮选秀权换到了达拉斯小牛，而他们得到的是一个首轮选秀权和一个890万美元的交易特例。歐登在被交易後，於2012/01/17首度回到湖人主場，而歐登也獲得了湖人球迷的熱烈掌聲。
据 ESPN 报道，美国时间2012年4月9日奥多姆与小牛队分手，即奥多姆将会马上离开球队，小牛将会把奥多姆列在非活躍名单，但并沒有裁掉他。

### 重返快艇 (2012–2013)
重返快艇隊之後 歐登逐漸轉為角色球員 該季(2012-2013)他的場均表現為4.1分及5.9籃板

### 纽约尼克
2014年4月16日，2013-14賽季歐登與纽约尼克斯簽下合約，度過2013-14賽季的剩餘時間，但沒有出現在球隊的賽季中。不过他不再穿7号球衣了，因为7号球衣已经是属于安东尼的了。还好，14号球衣没有退役，那是他在美国国家篮球队的号码。尼克隊以37勝45負的戰績結束，無緣季後賽。2014年7月11日，他被尼克隊放棄。

## 悲慘遭遇
他的父親吸食海洛因成癮；母親在他12歲時因癌症過世；一手把他帶大的外婆在他加盟熱火隊前過世；三年後的同一天，他只有六個月大的小兒子傑登（Jayden）死於嬰兒猝死症；他親近的表弟在2011年夏天橫死街頭；而當他到紐約參加葬禮時，卻又捲入一場死亡車禍意外中；2015年6月，歐登又在一週之內經歷兩位好友過世，其中一位還是他的事業夥伴與結婚伴郎，兩人的死因都與毒品相關。而2020年1月，昔友戰友布萊恩亦因空難過世。
「停滯不前和留下那些親密的東西，是有些區別的。」歐登說。「要忘記很容易。我需要那些東西去記得。」
為了記得，歐登在家中臥室放滿了外婆、媽媽與小兒子的照片，每天起床時他就會看見。他選擇7號作為球衣背號，因為那是他外婆的幸運數字。每場比賽之前，他會用筆在新球鞋上寫下外婆、小兒子或媽媽的名字，他甚至透露曾在09年一場對上世仇塞爾蒂克的比賽時，曾大聲對著天上的媽媽說話，希望她能幫助自己放輕鬆。
他把媽媽的容貌刺在背上，而他的左胸膛，就在心臟上頭，則刺著他小兒子傑登的樣子。他的更衣櫃裡掛著一件寬大的T恤，傑登如天使般的小臉印在上面。

## 為人態度
每個和他相處過的人都說，歐登是他們遇過最好的人。當球迷在場邊大喊「投得好！」，歐登會轉過頭來說聲謝謝； 他會為素未謀面的孩子支付學費，也會在沒有記者採訪時，獨自到醫院探望病童；當許多孩子在賽後圍著他要簽名時，他也會冒著被球隊罰款的風險一一滿足他們， 「他就是沒辦法對孩子們說不。」湖人隊安全主管拉萊（Robert Lara）記得歐登是這樣解釋的。
對歐登來說，球隊就像是一個大家庭，他會帶著隊上的菜鳥去買西裝，就連遇到在同一個場館練習的發展聯盟球員，他也會帶他們去吃晚餐，甚至邀請對方到他家玩。在某年季前訓練營期間，他甚至聘請了夏威夷名廚為球隊烹煮每一餐，因為他覺得一起吃飯可以培養隊友之間的感情。
2011年，他獲選為年度最佳第六人，但其實當當時湖人隊總教練傑克森（Phil Jackson）在季初要他擔任替補時，將在該季季後成為自由球員的歐頓也曾拒絕，不過當他某天走進休息室看到那些先發球員時，他忽然發覺讓他們快樂、幫助球隊拿到總冠軍，比其他什麼都更重要。
有人說在那支湖人隊裡有兩個領導者，布萊恩（Kobe Bryant）總是嚴苛地要求隊友，而歐登則是讓大家在漫長的球季裡可以維持好心情。如果有人注意到，在每場比賽賽前，湖人隊球員會圍成一個圈，而站在中間的不是隊長，不是明星球員Kobe，而是歐登。
但只有那些真正瞭解歐登的人才會知道，那只是他的其中一面，就像他自己曾這樣解釋：「那就好像另一個我在說話。那是歐登，不是拉瑪（Lamar，歐登的名字）。我是說認真的，拉瑪是一個在休息室裡很好相處的傢伙。」
「他是一個情緒化的傢伙，但也總是會把情緒藏起來。」前隊友布朗（Shannon Brown）說。「他是那種總是試著保持愉快、積極向上的傢伙，你真的不常看到他低落，只有在有時候當他自己獨處時，才會感受到那份重量，因為他的內心不 再被別的事情盤據，只剩下那些讓他傷心的事......。」

## 生涯紀錄
- 1999年11月單月最佳新秀。
- 1999年第一輪第四順位被洛杉磯快艇隊選入。
- 2000年新秀第一隊。
- 2000年新秀對抗賽先發球員。
- 2001年新秀對抗賽二年級先發球員。
- 2003年8月26日被邁阿密熱火隊以自由球員簽下。
- 2004年3月8日東區單周最佳球員
- 2004年3月NBA東區單月最佳球員。
- 2004年五月NBA社區服務獎。
- 2004年雅典奧運美國籃球夢幻隊成員之一。
- 2004年雅典奧運銅牌
- 2009NBA總冠軍
- 2010NBA總冠軍
- 2010年土耳其世錦賽美國籃球夢幻隊成員
- 2010年土耳其世錦賽金牌
- 2011年NBA最佳第六人

## 其他
- 育有一個女兒Destiny，一個兒子Lamar, Jr.。
- 背號7號是其祖母的幸運號碼。
- 最喜歡並且去過的地方是法國。
- 休閒時聽old R&B跟70年代末80年代出的音樂。
- 最喜歡的電影："Goodfellas"、"Scarface"、"Malcolm X"跟"Casino"。
- 最喜歡的書是Alex Haley著作的Malcolm X。
- 最喜歡的球員是魔術強森。
- 跟斯皮迪·克拉克斯顿(Speedy Claxton)是高中隊友。
- 非NBA時期最引以為傲的一球：1999年Atlantic-10冠軍賽最後一擊，取得Rhode Island隊史第一個冠軍。
- 1997年National Prep Player of the Year by Parade Magazine。
- 2013年8月洛杉磯當時執勤的巡警說看到一輛白色的賓士車在高速上「蛇行」，故而將其攔下，駕駛這輛車的人正是Lamar Odom，他酒醉駕駛，當場被員警送進警局。[2]
- 2015年10月13日被發現在內華達一家妓院中昏迷不醒，已經送醫，情況並不樂觀。歐頓已經恢復意識，能自主呼吸，並且能開口說一些話。